# Oskar Knofe
Oskar Paul Knofe (* 14. Mai 1888 in Pirna; † 1978) war ein deutscher Polizeipräsident, SS-Führer und Polizeioffizier, zuletzt SS-Brigadeführer und Generalmajor der Polizei im Zweiten Weltkrieg.

## Leben
Oskar Knofe war der Sohn des Kaufmanns Heinrich Wilhelm Knofe und dessen Ehefrau Anna Hedwig, geborene Goetze. Nach dem Gymnasialbesuch in Dresden und Freiberg schlug er 1909 eine Offizierslaufbahn in der Sächsischen Armee ein. Im Rahmen seiner Fliegerausbildung wurde er unter anderem 1911 an die Preußische Lehr- und Versuchsanstalt des Militärverkehrswesens kommandiert und 1912 schließlich zur 3. Kompanie im Flieger-Bataillon Nr. 1 nach Großenhain versetzt. Bei der Fliegertruppe nahm er während des Ersten Weltkriegs an Bombenflügen auf Dünkirchen, Nancy, Bar-le-Duc sowie an der Herbstschlacht in der Champagne und 1916 an der Schlacht um Verdun teil. Knofe wurde auch an der Ostfront während der Kämpfe am Narew und bei der Durchbruchsschlacht in Galizien eingesetzt. Nach über 150 Feindflügen zeichnete ihn König Friedrich August III. am 21. März 1917 mit dem Ritterkreuz des Militär-St.-Heinrichs-Ordens aus. Knofe beendete den Krieg als Hauptmann und nach seiner Entlassung aus der Armee betätigte er sich in mehreren Freikorps.
Zu Beginn des Jahres 1924 trat Knofe in die Hilfspolizei in Sachsen ein und wurde noch im selben Jahr in die sächsische Landespolizei übernommen, wo er rasch Karriere machte. Bald nach der Machtergreifung durch die Nationalsozialisten trat er zum 1. April 1933 der NSDAP bei (Mitgliedsnummer 1.738.044). Bereits im März 1933 wurde er zunächst kommissarisch und ab Mai 1933 offiziell zum Polizeipräsidenten von Leipzig ernannt und bekleidete diese Funktion bis 1937. Ab 1937 war er im Rang eines Obersts bei der Schutzpolizei in Berlin tätig. Im Frühjahr 1939 folgte seine Übernahme in die Allgemeine SS im Rang eines Standartenführers (SS-Nummer 314.957) und zeitgleich wurde er in leitender Polizeifunktion in Magdeburg eingesetzt.
Nach dem Überfall auf Polen wurde Knofe im Militärbezirk Posen schon Mitte September 1939 mit der Leitung der Ordnungspolizei betraut. Nach dem Ende der Militärverwaltung und Etablierung der Zivilverwaltung in diesem Gebiet war er ab November 1939 Inspekteur bzw. Befehlshaber der Ordnungspolizei (BdO) Posen und leitete somit die Ordnungspolizei im gesamten deutsch besetzten Wartheland. Sein direkter Vorgesetzter war der Höhere SS- und Polizeiführer Wilhelm Koppe. Knofe unterstand unter anderem das Polizei-Bataillon 61, welches maßgeblich an Kriegsverbrechen im Wartheland beteiligt war. Neben der Mitwirkung an Exekutionen von polnischen Zivilisten (darunter viele Juden) wurden durch diese Polizeieinheit auch „Umsiedlungen“ (siehe Posen unter deutscher Besatzung) durchgeführt, so wurden „von September 1939 bis Juni 1940 über 77.000 Juden und Polen aus Posen und Umgebung“ vertrieben. Mehrfach belobigte Knofe in Tagesanordnungen ihm untergebene Polizisten, die „polnisch-jüdische Schmuggler“ gefasst oder auch „Flüchtige“ erschossen hatten. Knofe wurde 1941 zum SS-Brigadeführer und Generalmajor der Polizei befördert, seine höchsten bei SS und Polizei erreichten Ränge. Bis spätestens September 1942 war Knofe BdO Posen und damit „bis zum Abschluss der ersten Phase der Massenmorde im Warthegau“.
Danach war er bis 1943 BdO Salzburg und anschließend noch als Kommandeur der Ordnungspolizei (KdO) in Kiew eingesetzt. In der Jahresmitte 1944 wurde er in den Ruhestand versetzt und im Wartheland als Leiter der Zivilverwaltung in Dietfurt-Land (Żnin) von August 1944 bis Januar 1945 nochmals reaktiviert.
Nach Kriegsende wurde Knofe im Februar 1949 durch das (polnische) Landgericht Posen zu achtjähriger Haft verurteilt. Er wurde 1955 aus der Haft entlassen.